# Jean Rets
Jean Rets, właśc. Jean-Baptiste Retserveldt (ur. 6 grudnia 1910 w Saint-Denis, zm. 21 czerwca 1998 w Liège) – belgijski malarz.

## Życiorys
Pod koniec lat 20. XX wieku studiował na Akademii Sztuk Pięknych w Liège. Był członkiem kilku grup artystycznych, m.in. Young Belgian Painting (1947), Abstract Art in Belgium (1953), Art Construit i Nord 7 prowadzonej przez Léona Koeniga.
Poza malarstwem Reta uprawiał też inne dziedziny sztuki. m.in. rzeźbę i kolaż. Jest autorem wielu prac dekoracyjnych w przestrzeni publicznej, m.in. ceramicznego murala na stacji metra Arts-Loi w Brukseli.
Od 1987 członek korespondent Académie royale de Belgique, od 1993 członek stały.
W 1990 definitywnie zaprzestał działalności artystycznej ze względu na pogarszający się stan zdrowia.
Współcześnie dzieła Jeana Retsa wystawiano w wielu kluczowych galeriach i muzeach sztuki. Najwyższą od 2010 cenę 48.529 dolarów uzyskano ze sprzedaży w 2017 jego obrazu Formes sur fond vert, w domu aukcyjnym Cornette de Saint Cyr w Brukseli.

## Twórczość
Początkowo malował precyzyjnie skomponowane pejzaże o niemal geometrycznych konturach, ale już od 1935 zaczął malować postaci ludzkie i martwe natury pozostające wyraźnie pod wpływem Juana Grisa.
Po odwiedzeniu wystawy Alberta Magnelliego w grudniu 1951, Rets zaczął odchodzić od kompozycji figuratywnych na rzecz czystej abstrakcji geometrycznej. Ta czystość jest najbardziej widoczna w jego serii Light Sculptures z lat 1967–1968.
W latach 1971–1972 zaczął tworzyć kolaże z różnych materiałów (papier ścierny, karton, neonowe tuby, folia samoprzylepna itp.).
Od 1935 prace Jeana Retsa były prezentowane na licznych wystawach zbiorowych w Sztokholmie, Zurychu, Akwizgranie, Bonn, Paryżu i Nowym Jorku. Wystawy indywidualne miały miejsce w Liège (1945–1972), a od 1954 regularnie wystawiał także w Salon des Réalités Nouvelles w Paryżu.

## Wybrane dzieła
- Delenda (1958)
- Tamo (1964)
- Cosmos III (1969)
- Tirkala (1972)
- Zenova (1974)
- Korta (1989)